# Prohardyia pollinosa
Prohardyia pollinosa är en tvåvingeart som först beskrevs av Malloch 1926.  Prohardyia pollinosa ingår i släktet Prohardyia och familjen husflugor. Inga underarter finns listade i Catalogue of Life.